# Prépiline peptidase
La prépiline peptidase est une protéase aspartique qui catalyse dans un premier temps l'hydrolyse des liaisons peptidiques Gly–Phe pour libérer un peptide N-terminal basique de 5 à 8 résidus d'une prépiline de type IV puis dans un second temps la méthylation du nouveau groupe N-terminal avec un groupe méthyle d'une S-adénosyl-L-méthionine.